# 5-й фронт (Япония)
Пятый фронт (яп. 第5方面軍 Дай-го хо:мэнгун) — группировка сухопутных войск японской императорской армии, действовавшая в северной части Японских островов с 1944 по 1945 годы.
После того как в августе 1943 года японские войска оставили Алеутские острова, линия обороны Японской империи на северо-восточном направлении переместилась на Курильские острова. В соответствии с «новым курсом», принятым в конце 1943 года, Императорская Ставка решила срочно усилить оборону северо-восточного направления, и начиная с января 1944 года в подкрепление охранным отрядам стала срочно отправлять на Курилы живую силу и военные материалы. 10 марта 1944 года Северная армия была преобразована в 5-й фронт, подчинённый Главному командованию обороны. Разграничительная линия между ним и Восточной армией была установлена по Сангарскому проливу, таким образом к зоне ответственности 5-го фронта относились Хоккайдо, Курильские острова и Южный Сахалин. В целях обороны Курил был создан штаб 27-й армии, который вместе с 1-й авиационной дивизией был подчинён командующему 5-м фронтом. 16 марта 1944 года Ставка издала приказ о штатном расписании войск 5-го фронта и 27-й армии. В тот же день командующему войсками 5-го фронта отдан приказ:
1.Планы Ставки на северо-восточном направлении состоят в том, чтобы сорвать наступательные замыслы противника, усовершенствовать оборону собственно Японии и всеми средствами воспрепятствовать возникновению войны с Советским Союзом.
2.Командующий войсками 5-го фронта во взаимодействии с военно-морскими силами должен незамедлительно усилить подготовку к операциям, сорвать наступательные планы противника и прикрыть собственно Японию с северо-восточного направления.
3.Командующий войсками 5-го фронта должен провести необходимую подготовку на случай военных действий с Советским Союзом.
4.Разграничительной линией между операционной зоной войск 5-го фронта и зоной обороны, за которую несёт ответственность главнокомандующий обороной, считать Сангарский пролив. Полоса долговременных укреплений у Сангарского пролива в префектуре Аомори относится к войскам 5-го фронта.
5.Командующий войсками 5-го фронта в случае необходимости может расположить вверенные ему войска в зоне обороны, порученной главнокомандующему обороной.

6.Детальные указания будут даны начальником генерального штаба.
Несмотря на то что Япония могла обеспечить войска живой силой, мощностей японской промышленности не хватало для производства нужного количества оружия. Кроме того, первоочередной задачей являлось пополнение и снабжение войск, воюющих в Китае и на островах юго-западной части Тихого океана. Части, входившие во фронт, были укомплектованы слабо подготовленными резервистами, молодыми призывниками либо бойцами территориального ополчения, не имевшими нормального оружия и снаряжения.
В августе 1945 года во время советско-японской войны части фронта оказывали сопротивление советским войскам на Сахалине и Курилах, но потерпели поражение в Южно-Сахалинской операции и в Курильской десантной операции.

## Список командного состава

### Командующие
|   | Имя                              | С             | По              |
| - | -------------------------------- | ------------- | --------------- |
| 1 | Генерал-лейтенант Киитиро Хигути | 16 марта 1944 | 21 августа 1945 |

### Начальники штаба
|   | Имя                            | С               | По              |
| - | ------------------------------ | --------------- | --------------- |
| 1 | Генерал-майор Мацудзиро Кимура | 16 марта 1944   | 26 декабря 1944 |
| 2 | Генерал-лейтенант Сабуро Хаги  | 26 декабря 1944 | 21 августа 1945 |